# Maksim Kanunnikow
Maksim Siergiejewicz Kanunnikow (ros. Максим Сергеевич Канунников; ur. 14 lipca 1991 w Niżnym Tagile) – rosyjski piłkarz występujący na pozycji napastnika w rosyjskim klubie Krylja Sowietow Samara oraz w reprezentacji Rosji. Znalazł się w kadrze na Mistrzostwa Świata 2014.